# Сибола (Аризона)
Сибола (енгл. Cibola) насељено је место без административног статуса у америчкој савезној држави Аризона.

## Демографија
По попису из 2010. године број становника је 250, што је 78 (45,3%) становника више него 2000. године.
| Група             | 2000.      | 2010.       |
| Белци             | 99 (57,6%) | 181 (72,4%) |
| Афроамериканци    | 6 (3,5%)   | 1 (0,4%)    |
| Азијати           | 0 (0,0%)   | 0 (0,0%)    |
| Хиспаноамериканци | 58 (33,7%) | 61 (24,4%)  |
| Укупно            | 172        | 250         |